# Ambaca
Ambaca è un municipio dell'Angola appartenente alla Provincia di Cuanza Nord. Ha 123.244 abitanti (stima del 2006) ed una superficie di 3.080 km².